# No Particular Place to Go
"No Particular Place to Go" es una canción de Chuck Berry, lanzada como sencillo por Chess Records en mayo de 1964  y publicada en el álbum St. Louis to Liverpool en noviembre de 1964. 
"No Particular Place to Go" se grabó el 25 de marzo de 1964 en Chicago, y presenta la misma música que el éxito anterior de Berry, " School Days ". 

## Letra
La canción narra una historia cómica de cuatro versos. En el primer verso, el narrador viaja en su coche mientras conduce su novia y se besan. En el segundo, empiezan a abrazarse y a conducir despacio. En el tercero, deciden aparcar y dar un paseo, pero no consiguen soltarse el cinturón de seguridad. En el último verso, conducen a casa, derrotados por dicho recalcitrante cinturón de seguridad.

## Grabación
Las sesiones durante las cuales se grabó "No Particular Place to Go" fueron producidas por Leonard y Phil Chess. Como músicos de respaldo, se contó con el pianista Paul Williams, el baterista Odie Payne y el bajista Louis Satterfield .

## Posicionamiento en listas
| Lista (1964)                         | Posicionamiento en lista |
| ------------------------------------ | ------------------------ |
| Canadá (RPM Top Forty-5's)           | 6                        |
| Nueva Zelanda (Listener)             | 2                        |
| Reino Unido (UK Singles Chart)       | 3                        |
| Estados Unidos Billboard Hot 100     | 10                       |
| Estados Unidos Billboard R&B Singles | 10                       |

## Versiones
En 1982 George Thorogood & the Destroyers incluyeron una versión en su álbum Bad To The Bone. En 1994 también apareció en su álbum en vivo Live: Let's Work Together .